# 俄亥俄 (伊利諾伊州)
俄亥俄（英語：Ohio）是位於美國伊利諾伊州比羅縣的一個村落。

## 地理
俄亥俄的座標為41°33′21″N 89°27′40″W / 41.55583°N 89.46111°W，而該地最高點為海拔高度275米（即902英尺）。

## 人口
根據2010年美國人口普查的數據，俄亥俄的面積為2.10平方千米，當中陸地面積為2.10平方千米，而水域面積為0.00平方千米。當地共有人口513人，而人口密度為每平方千米244人。